# Distretto di Ouargla
Il distretto di Ouargla è un distretto della Provincia di Ouargla, in Algeria.

## Comuni
Il distretto di Ouarglacomprende 2 comuni:
- Ouargla
- Rouissat